# Râul Bănia
Râul Bănia este un curs de apă, afluent al râului Nera. 